# Notitia Urbis Constantinopolitanae

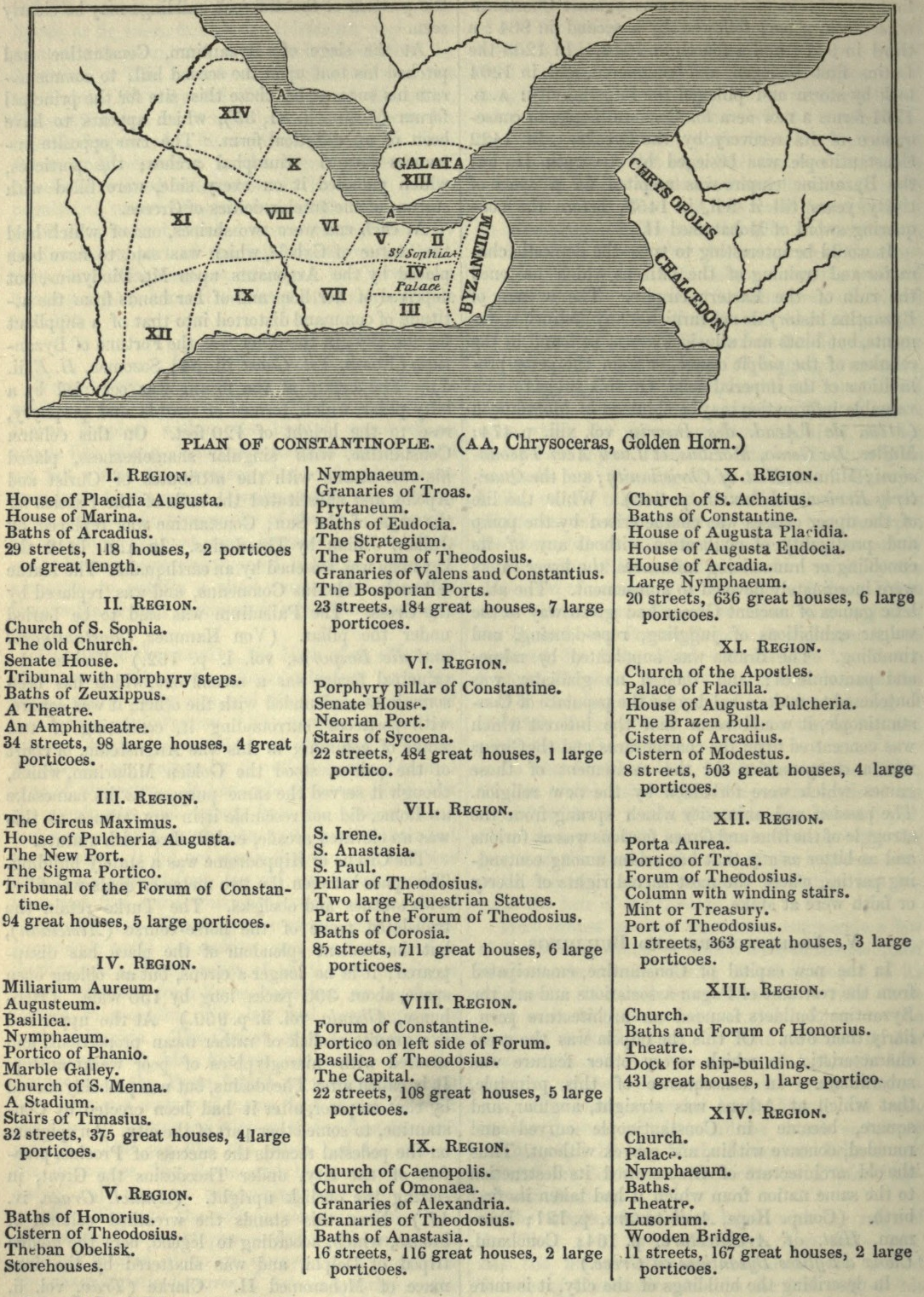
Mappa delle regioni della città secondo la Notitia, compresi i maggiori edifici presenti in ciascuna di esse.

La Notitia Urbis Constantinopolitanae è un antico "catalogo regionario", cioè un elenco di monumenti, edifici pubblici e funzionari civili a Costantinopoli durante la metà del V secolo (tra il 425 e il 440), durante il regno dell'imperatore Teodosio II. Il testo elenca le quattordici regioni in cui era divisa Costantinopoli, insieme ai principali edifici pubblici come i fori, i teatri, le chiese, i palazzi, i bagni e le piscine. Elenca anche il numero di "case" (domus), sebbene vi sia incertezza sull'esatto significato del termine. Infine, l'elenco include i funzionari civili di ciascuna regione, compresi i curatori, i capi delle associazioni (collegia) e i capi dei quartieri (vicomagistri). Il testo latino della Notitia Urbis Constantinopolitanae fu pubblicato da Otto Seeck, come appendice alla sua edizione della Notitia Dignitatum (1876). La prima traduzione inglese è stata pubblicata nel 2012 nel libro "Two Romes: Rome and Constantinople in Late Antiquity" di Lucy Grig e Gavin Kelly. La Notitia Urbis fu probabilmente compilata tra il 447 e il 450 e si basa su fonti ufficiali. Sebbene le semplici liste non siano sempre facili da capire, la Notitia Urbis aiuta a comprendere che aspetto avrebbe dovuto avere la città prima del programma edilizio di Giustiniano.